# Courder
Courder foi um ciclista francês que representou França nos Jogos Olímpicos de Verão de 1920 em Antuérpia  na perseguição por equipes de 4 km e terminou em quinto lugar. Não conseguiu terminar a corrida de 50 quilômetro.